# Agrilus cyanescens
Agrilus cyanescens é uma espécie de insetos coleópteros polífagos pertencente à família Buprestidae.
A autoridade científica da espécie é Ratzeburg, tendo sido descrita no ano de 1837.
Trata-se de uma espécie presente no território português.